# Bath
Bath er en engelsk by med ca. 90.000 indbyggere. Byen er berømt for sine romerske bade og velbevaret georgiansk arkitektur med bl.a. Grand Pump Room, Bath Assembly Rooms og rækkehusbebyggelserne Royal Crescent og The Circus. Desuden er Pulteney Bridge et berømt vartegn for byen. En stor del af byens historiske centrum er opført i Bathsten, der er en karakteristisk sandsten.
Byen har to universiteter: University of Bath og Bath Spa University. Derudover findes Bath College
Bath bliver årligt besøgt af omkring 6 mio. turister.

## Kommuneby
Bath er administrationsby for den selvstyrende kommune Bath and North East Somerset i det ceremonielle grevskab Somerset.

## Verdensarv fra 1987 og 2021
Byen har siden 1987 været UNESCO's verdensarvsområde.
I 2021 blev Bath for anden gang erklæret for verdensarvssted. Den 24. juli 2021 indskrev UNESCO Bath som én af de 11 byer i Europas store kurbadesteder.

## Historie
Byen, der gennemstrømmes af floden Avon, er mest kendt for sine romerske termer, som får vand fra tre varme kilder, som har givet byen sit navn.
Byen blev grundlagt af romerne som en badeby under navnet Aquae Sulis. Bath blev et vigtigt center for uldindustrien i middelalderen. Romerne byggede en bymur omkring Bath for at kunne beskytte byen.
I det 18. århundrede udviklede byen sig til en elegant by med neoklassiske bygninger som passer godt til de romerske bade.
I 1978 blev det forbudt at bade i de varme kilder i byen, da en infektiøs organisme blev fundet i et lag af grundvandsmagasinet. Badning i de varme kilder er dog igen blevet muligt med færdiggørelsen af Thermea Bath Spa bygningerne i 2006 .

## Kultur
Byen rummer en lang række museer som Museum of Bath Architecture, Victoria Art Gallery, Museum of East Asian Art, Herschel Museum of Astronomy, Fashion Museum og Holburne Museum.
Royal Victoria Park er en offentlig park, der blev åbnet af den 11-årige princesse Victoria i i 1830, syv år inden hun blev dronning, og det er den første park, der bærer hendes navn.
Sportsklubber i byen: Bath Rugby, Bath Badminton Club og Bath City F.C..

## Venskabsbyer
- Aix-en-Provence
- Braunschweig
- Alkmaar
- Kaposvár